# Fermion
Fermion (po E. Fermiju) je subatomska čestica polucjelobrojnoga spina (1/2 ili 3/2) kojoj se svojstva mogu opisati Fermi-Diracovom statistikom. Primjerice spin je leptona i kvarkova jednak broju 1/2. Podvrgavaju se Paulijevu načelu isključenja. Čestice složene od neparnog broja elementarnih fermiona također su fermioni (na primjer proton, neutron, atomska jezgra tricija ³H, jezgra helija 3He, jezgra ugljika 13C), a čestice složene od parnog broja fermiona su bozoni (na primjer jezgra deuterija 2H, jezgra helija 4He, jezgra ugljika 12C). Sva poznata materija današnjeg svemira sastavljena je od fermiona: bariona i leptona.
| Fermion              | Znak | Antičestica | Električni naboj Q/e | Spin | Masa mirovanja (MeV/c2) |
| -------------------- | ---- | ----------- | -------------------- | ---- | ----------------------- |
| elektron             | e-   | e+          | -1                   | 1/2  | 0,5                     |
| mion                 | ν-   | ν+          | -1                   | 1/2  | 106                     |
| tauon                | τ-   | τ+          | -1                   | 1/2  | 1,78                    |
| elektronski neutrino | νe   | νe          | 0                    | 1/2  | < 2,2                   |
| mionski neutrino     | νμ   | νμ          | 0                    | 1/2  | < 1,7                   |
| tauonski neutrino    | ντ   | ντ          | 0                    | 1/2  | < 15,5                  |
| proton               | p    | p           | +1                   | 1/2  | 938,3                   |
| neutron              | n    | n           | 0                    | 1/2  | 939,6                   |

## Kvarkovi i leptoni
Zanimljiva je činjenica da popis svih elementarnih čestica koje izgrađuju svu materiju (tvar) u svemiru jednostavno stane na jedan list papira. Prema standardnom modelu tih elementarnih čestica ima ukupno 12. One su podijeljene u dvije grupe čestica koje nazivamo kvarkovi i leptoni. Postoji 6 kvarkova i 6 leptona (jednim imenom se nazivaju fermioni).
| Kvarkovi                    | Leptoni                   |
| --------------------------- | ------------------------- |
| Gornji (u – eng. up)        | Elektron (e-)             |
| Donji (d – eng. down)       | Elektronski neutrino (𝜈𝑒) |
| Čarobni (c – engl. charm)   | Mion (𝜇−)                 |
| Strani (s – engl. strange)  | Mionski neutrino (𝜈𝜇)     |
| Vršni (t – engl. top)       | Tauon (𝜏)                 |
| Dubinski (b – engl. bottom) | Tau neutrino (𝜈𝜏)         |

Poznato nam je da je elektron jedan od graditelja atoma i čestica koja je odgovorna za električnu struju u električnom vodiču. Elektron je elementarna čestica što znači da nema unutrašnju podstrukturu. Svih 12 čestica u tablici gore smatraju se elementarnim česticama. Iznenađujuće je to da se proton i neutron ne spominju u toj tablici.
Sva materija sačinjena je od atoma, svaki atom je sačinjen od negativno nabijenih elektrona koji kruže oko male, teške, pozitivno nabijene atomske jezgre. S druge strane, jezgra atoma se sastoji od protona, koji imaju pozitivan električni naboj, i neutrona, koji su bez naboja. Ako je iznos naboja protona isti kao i kod elektrona (ali suprotnog predznaka), neutralni atom će sadržavati jednak broj protona u jezgri i elektrona u orbiti. Broj neutrona je obično isti kao i broj protona, no može biti malo drugačiji dajući tako različite izotope atoma. 
Kao što se prije vjerovalo da je atom osnovna građevna jedinica materije, a zatim je otkriveno da se sastoji od još elementarnijih čestica: elektrona, protona i neutrona, isto tako sada znamo da protoni i neutroni nisu elementarne čestice, ali elektron je bio i ostao elementaran. Protoni i neutroni su sačinjeni od kombinacije gornjih i donjih kvarkova. Budući da imaju unutrašnju podstrukturu, ne mogu se smatrati elementarnim česticama. Proton se sastoji od dva gornja i jednog donjeg kvarka, a neutron od dva donja i jednog gornjeg kvarka. To možemo prikazati na sljedeći način:
{\displaystyle {\mbox{p}}={\mbox{u}}{\mbox{u}}{\mbox{d}}}
{\displaystyle {\mbox{n}}={\mbox{d}}{\mbox{d}}{\mbox{u}}}
Budući da proton nosi električni naboj, neki od kvarkova također moraju biti nabijeni. Međutim, isti kvarkovi, samo u drugoj kombinaciji, postoje i unutar neutrona koji je bez naboja. Zbog toga se naboji kvarkova moraju zbrojiti u kombinaciji koja čini proton, a poništiti u kombinaciji koja čini neutron. Označimo li naboj gornjeg kvarka s 𝑄𝑢 i naboj donjeg kvarka s 𝑄𝑑, dobivamo sljedeće:
{\displaystyle {\mbox{p}}({\mbox{u}}{\mbox{u}}{\mbox{d}})_{naboj}=Q_{u}+Q_{u}+Q_{d}=1}
{\displaystyle {\mbox{n}}({\mbox{d}}{\mbox{d}}{\mbox{u}})_{naboj}=Q_{d}+Q_{d}+Q_{u}=0}
Ove dvije jednadžbe su jednostavne za riješiti, uzimajući u obzir da su naboji gornjeg i donjeg kvarka redom:
{\displaystyle Q_{u}=+{\frac {2}{3}}}
{\displaystyle Q_{d}=-{\frac {1}{3}}}
Treba samo napomenuti da je u gornjim jednadžbama korišten dogovor koja postavlja da naboj protona iznosi +1, dok u standardnim jedinicama približno iznosi 1,6∙10−19 C (kulon). Ovaj naboj protona naziva se još i elementarnim nabojem i označava se slovom 𝑒. 
Do otkrića kvarkova, fizičari su smatrali da električni naboj može biti samo cjelobrojni višekratnik elementarnog naboja. Tako elektron ima električni naboj −𝑒, proton +𝑒, jezgra helija +2𝑒 i tako dalje. Kvarkovi, ovisno o vrsti, imaju samo dio elementarnog naboj: +2/3𝑒 ili −1/3𝑒. No, budući da kvarkovi ne postoje samostalno, već dolaze uvijek u kombinaciji dva ili tri kvarka, u prirodi nikad nije zapaženo postojanje čestice s nabojem manjim od jednog elementarnog naboja. Čestice sastavljene od 3 kvarka nazivamo barionima, dok mezonima nazivamo čestice koje se sastoje od parnog broja kvarkova i antikvarkova. U donjoj tablici, koja pokazuje način na koji su kvarkovi grupirani u generacije, svi kvarkovi u prvom retku imaju naboj +2/3, a u drugom retku −1/3. Ovo grupiranje kvarkova u generacije strogo prati poredak kojim su kvarkovi otkriveni.
|      | Prva generacija | Druga generacija | Treća generacija |
| ---- | --------------- | ---------------- | ---------------- |
| +𝟐/𝟑 | Gornji (u)      | Čarobni (c)      | Vršni (t)        |
| -1/𝟑 | Donji (d)       | Strani (s)       | Dubinski (b)     |

Sva tvar (materija) u svemiru sastoji se od atoma, dakle od protona i neutrona, stoga su gornji i donji kvarkovi najviše zastupljeni kvarkovi u svemiru. Ostali kvarkovi su puno masivniji (masa kvarkova raste kako idemo od prve prema drugoj i trećoj generaciji) i puno rjeđi. Međutim, ranije u evoluciji svemira tvar je bila daleko energičnija, stoga su masivniji kvarkovi bili mnogo češći i imali su značajnu ulogu u reakcijama koje su se dogodile. 
Od leptona najpoznatiji je elektron, stoga su leptoni najviše i proučavani budući da se svojstva elektrona zrcale u mionu i tauonu. Ova tri leptona imaju isti električni naboj i malo toga, osim mase, razlikuje elektron od miona i tauona. Jedina očita razlika je u tome što se mion i tauon mogu raspadati na druge čestice (iz prve i druge generacije leptona i njihove antičestice), dok je elektron stabilna čestica. 
Donja tablica prikazuje grupiranje leptona u 3 generacije. Isto kao i kod kvarkova, masa leptona se povećava kako idemo prema višoj generaciji, barem što se tiče prvog retka u tablici.
Ostala 3 leptona se nazivaju neutrini jer su električki neutralni. Treba napomenuti da nije isto reći, na primjer, da je neutron bez naboja i da je neutron neutralan. Neutron se sastoji od 3 kvarka i svaki od njih nosi električni naboj koji se u konačnom zbroju poništi. Neutrini, za razliku od neutrona, su elementarne čestice. Kao takve nisu građene od drugih elementarnijih komponenti – oni su istinski neutralni. Stoga, da bi razlikovali takve čestice od onih kojima se naboji komponenti poništavaju, reći ćemo za neutrine (i slične čestice) da su neutralni, a za neutrone (i čestice slične njima) da su bez naboja. Prema standardnom modelu smatra se da su neutrini čestice bez mase, iako rezultati pokusa Super-Kamiokande (M. Koshiba) u Japanu daju naznaku da bi neutrini ipak mogli imati izuzetno malu, ali konačnu masu. Budući da su neutrini bez mase i neutralni, to im uskraćuje bilo kakvo fizičko postojanje. Međutim, neutrini imaju energiju i ta ih energija čini stvarnima.
|    | Prva generacija           | Druga generacija      | Treća generacija  |
| -- | ------------------------- | --------------------- | ----------------- |
| −𝟏 | Elektron (𝑒−)             | Mion (𝜇−)             | Tauon (𝜏−)        |
| 𝟎  | Elektronski neutrino (𝜈𝑒) | Mionski neutrino (𝜈𝜇) | Tau neutrino (𝜈𝜏) |

Leptoni, za razliku od kvarkova, postoje u prirodi kao zasebne čestice. Donja tablica pokazuje gdje je sve moguće naći leptone u prirodi. Elektron je vrlo poznata čestica i njegova svojstva su uspostavljena u osnovama fizike. Njegov partner, elektronski neutrino, je manje poznat ali jednako čest u prirodi. U velikom broju ga proizvode neki radioaktivni procesi i središnje jezgre nuklearnih reaktora, dok je Sunce najveći proizvođač. Približno 1012 elektronskih neutrina prođe kroz naše tijelo svake sekunde, većina nastala u nuklearnim reakcijama koje se odvijaju u jezgri Sunca. Budući da jako rijetko međudeluju s materijom veliki broj neutrina koji prođe kroz naše tijelo ne čini nikakvu štetu.
Leptoni druge generacije su rjeđi, ali ih se može naći u prirodi. Mione je lako proizvesti u laboratorijskim pokusima. Osim po masi, vrlo su slični elektronima. Zbog velike mase su nestabilni pa se raspadaju na elektrone i neutrina. Jednostavno se mogu promatrati u pokusima s kozmičkim zrakama.
| Prva generacija                                                                         | Druga generacija                                                                                                  | Treća generacija                                     |
| --------------------------------------------------------------------------------------- | --- | ---------------------------------------------------- |
| Elektron: - nalazi se u atomima; - važan u električnoj struji; - nastaje beta-raspadom. | Mion: - nastaje u velikom broju udarom kozmičkih zraka o gornje slojeve atmosfere.                                | Tauon: - do sada viđen samo u laboratorijima.        |
| Elektronski neutrino: - nastaje beta-raspadom.                                          | Mionski neutrino: - nastaje u nuklearnim reaktorima, - nastaje udarom kozmičkih zraka o gornje slojeve atmosfere. | Tau neutrino: - do sada viđen samo u laboratorijima. |

Članovi treće generacije nisu viđeni u nikakvim prirodnim procesima, barem ne u ovom stadiju evolucije svemira. Mnogo ranije, kada je svemir bio topliji i kada su čestice imale daleko više energije, leptoni treće generacije su često nastajali u prirodnim reakcijama. To je međutim bilo prije nekoliko milijardi godina. Danas se tauon može promatrati samo u laboratorijskim pokusima, dok tau neutrino nije izravno viđen u pokusima već se njegovo prisustvo daje zaključiti iz određenih reakcija.